# Derventa
La municipalidad de Derventa se localiza dentro de la región de Doboj, dentro de la República Srpska, en Bosnia y Herzegovina.

## Localidades
Esta municipalidad de la República Srpska, localizada en Bosnia y Herzegovina se encuentra subdividida en las siguientes localidades a saber:
- Agići
- Begluci
- Bijelo Brdo
- Bosanski Dubočac
- Brezici
- Bukovac
- Bukovica Mala
- Bukovica Velika
- Bunar
- Cerani
- Crnča
- Dažnica
- Derventa
- Donja Bišnja
- Donja Lupljanica
- Donji Detlak
- Donji Višnjik
- Drijen
- Gornja Bišnja
- Gornja Lupljanica
- Gornji Božinci
- Gornji Detlak
- Gornji Višnjik
- Gradac
- Gradina
- Kalenderovci Donji
- Kalenderovci Gornji
- Kostreš
- Kovačevci
- Kulina
- Kuljenovci
- Derventski Lug
- Lužani
- Lužani Bosanski
- Lužani Novi
- Mala Sočanica
- Mišinci
- Miškovci
- Modran
- Osinja
- Osojci
- Pjevalovac
- Pojezna
- Poljari
- Polje
- Rapćani
- Stanići
- Šušnjari
- Tetima
- Trstenci
- Tunjestala
- Velika
- Velika Sočanica
- Vrhovi
- Zelenike
- Žeravac
- Živinice

## Geografía
Comparte fronteras con la República de Croacia a través del río Sava. Tiene una superficie de 517 km² (200 millas cuadradas), e incluye 57 pueblos, además de la ciudad real de Derventa. La ciudad de Derventa tiene un suburbio llamado Derventski Lug que ha crecido sustancialmente en los últimos años debido al crecimiento del Municipio.

## Demografía
Si se considera que la superficie total de este municipio es de quinientos diecisiete kilómetros cuadrados y su población está compuesta por unas 56.489 personas, se puede estimar que la densidad poblacional de esta municipalidad es de ciento nueve habitantes por cada kilómetro cuadrado de esta división administrativa.